# Maemo
Maemo ist ein Betriebssystem für mobile Endgeräte und eine Entwicklungs-Plattform, um Applikationen für die Nokia Internet Tablets und andere Maemo-konforme Handhelds zu programmieren. Die von Nokia initiierte Plattform besteht zum großen Teil aus angepasster freier Software, die sie mit vielen Linux-Distributionen gemein hat. Maemo war als Alternative zu Palm OS bzw. dem Nachfolger webOS, Windows CE, Symbian OS oder Android gedacht.
Maemo baut auf dem Linux-Kernel sowie dem freien Desktop Gnome auf. Nokia trat in diesem Zusammenhang auch als Förderer des GNOME-Projektes auf.
Mit der Übernahme von Trolltech im Jahre 2008 hatte Nokia den GTK+-Konkurrenten Qt im eigenen Hause. Seit maemo 5.0 wird Qt parallel zu GTK+ angeboten.
Auf dem Mobile World Congress im Februar 2010 wurde bekanntgegeben, dass Maemo mit Intels Moblin-Plattform zu dem neuen Projekt MeeGo verschmolzen werden sollte. Im September 2011 gab Intel bekannt, dass MeeGo und LiMo als Tizen fortgeführt werden sollten.

## Hildon-Desktop
Das auf Handheld-Benutzung optimierte GTK+-Framework des Projektes trägt den Namen „Hildon“. Es unterscheidet sich vom GNOME-Framework insbesondere durch den Verzicht auf schwergewichtige Pakete wie Bonobo, da mobile Geräte weniger Arbeitsspeicher haben als PCs oder Laptops.

## Versionshistorie
| ITOS-Version | Maemo | Codename  | Release      | Release-Datum  | Bemerkung |
| ------------ | ----- | --------- | ------------ | -------------- | --- |
| OS2005       | 1.1   | -         | 2.2005.45-1  | November 2005  | |
| OS2005       | 1.1   | -         | 3.2005.51-13 | Dezember 2005  | |
| OS2005       | 1.1   | -         | 5.2006.13-7  | April 2006     | |
| OS2006       | 2.0   | Mistral   | 0.2006.22-21 | Mai 2006       | Beta Release |
| OS2006       | 2.0   | Mistral   | 1.2006.26-8  | Mai 2006       | |
| OS2006       | 2.1   | Scirocco  | 2.2006.39-14 | November 2006  | |
| OS2006       | 2.2   | Gregale   | 3.2006.49-2  | Januar 2007    | Letztes Nokia-unterstütztes Release für das Nokia 770 |
| OS2007       | 3.0   | Bora      | 2.2006.51-6  | Januar 2007    | |
| OS2007       | 3.1   | Bora      | 3.2007.10-7  | März 2007      | |
| OS2007       | 3.2   | Bora      | 4.2007.26-8  | Juli 2007      | |
| OS2007       | 3.2   | Bora      | 4.2007.38-2  | Oktober 2007   | Beseitigung eines Bugs beim Zugriff auf SDHC-Karten |
| OS2008       | 4.0   | Chinook   | 1.2007.42-18 | November 2007  | (nur N810) |
| OS2008       | 4.0   | Chinook   | 1.2007.42-19 | November 2007  | Nur Kernel Upgrade (nur N810) |
| OS2008       | 4.0   | Chinook   | 1.2007.44-4  | November 2007  | Beta Release (nur N800) |
| OS2008       | 4.0   | Chinook   | 2.2007.50-2  | November 2007  | |
| OS2008       | 4.0   | Chinook   | 2.2007.51-3  | Januar 2008    | Nur NOLO Upgrade |
| OS2008       | 4.1   | Diablo    | 4.2008.23-14 | Juni 2008      | „Over-the-air“-Update Unterstützung (SSU) |
| OS2008       | 4.1   | Diablo    | 4.2008.30-2  | August 2008    | Erstes „SSU Update“ |
| OS2008       | 4.1   | Diablo    | 4.2008.36-5  | September 2008 | |
| OS2008       | 4.1   | Diablo    | 5.2008.43-7  | Januar 2009    | |
| Maemo 5      | 5.0   | Fremantle | 1.2009.41-10 | Oktober 2009   | Pre-Release-Version (Offiziell unterstützte GTK+-Bibliotheken, Community-unterstützte Qt-Bibliotheken) |
| Maemo 5      | 5.0   | Fremantle | 1.2009.42-11 | November 2009  | |
| Maemo 5      | 5.0   | Fremantle | 1.2009.44-1  | Januar 2010    | Integration des Ovi Stores |
| Maemo 5      | 5.0   | Fremantle | 2.2009.51-1  | Januar 2010    | Nokia Maps optimiert und Routenberechnung überarbeitet, Unterstützung von Microsofts Exchange Server 2003 durch Mail for Exchange |
| Maemo 5      | 5.0   | Fremantle | 3.2010.02-8  | Februar 2010   | PR 1.1.1 |
| Maemo 5      | 5.0   | Fremantle | 10.2010.19-1 | Mai 2010       | PR 1.2, Qt 4.6.2 standardmäßig vorinstalliert, Anzeigen von Webseiten im Hochformat, Umsortieren der Applikationssymbole im Menü, Freigabe aller Daten im Dateimanager (z. B. via Bluetooth), virtuelle Tastatur überarbeitet, Nachtmodus für Kamera, Behebung zahlreicher Bugs |
| Maemo 5      | 5.0   | Fremantle | 20.2010.36-2 | Oktober 2010   | PR 1.3, Qt 4.7.0 standardmäßig vorinstalliert, volle OVI-Suite-Unterstützung, Meego-Dual-Boot-Unterstützung, Behebung zahlreicher Fehler |
| Maemo 5      | 5.0   | Fremantle | 21.2011.38-1 | Oktober 2011   | PR 1.3.1, DigiNotar-Zertifikate entfernt, Sicherheitslücke im Control Panel Applet beseitigt |

| OS-Version                | MeeGo | Codename  | Release      | Release-Datum  | Bemerkung |
| ------------------------- | ----- | --------- | ------------ | -------------- | --- |
| MeeGo-Harmattan (Maemo 6) | 1.2   | Harmattan | 1.2011.34-1  | September 2011 | PR 1.0 (N9), Offiziell unterstützte Qt-Bibliotheken, Community-unterstützte GTK+-Bibliotheken, Unterstützung von Multitouch-Displays, Umbenennung in MeeGo |
| MeeGo-Harmattan (Maemo 6) | 1.2   | Harmattan | 20.2011.40-4 | November 2011  | PR 1.1 N9, NFC Tags lesen, Player-Kontrolle vom Lockscreen, Farbfilter bei Video und Foto, Swype, aktive Verzeichnisse bei MfE, Rauschunterdrückung, Notifikationen im Standby-Screen (Kalender, Laden, …) |
| MeeGo-Harmattan (Maemo 6) | 1.2   | Harmattan | 22.2011.44-2 | ??             | PR 1.1.1 (N9), wie PR 1.1 aber mit Unterstützung arabischer Sprachen |
| MeeGo-Harmattan (Maemo 6) | 1.2   | Harmattan | 30.2012.07-1 | Februar 2012   | PR 1.2 (N9), Videotelefonie mit GTalk, Unterverzeichnisse im Programmverzeichnis, 3B/s Burst-Modus und Gesichtserkennung für die Kamera, MfE GAL Unterstützung, Playlisten, Browserverlauf, verbessertes Kopieren/Einfügen, Sprachunterstützung für Thailändisch, Hebräisch, Persisch, Vietnamesisch und Kasachisch und vieles mehr |
| MeeGo-Harmattan (Maemo 6) | 1.2   | Harmattan | 40.2012.21-3 | Juli 2012      | PR 1.3 (N9), über 1000 Verbesserungen, MfE Klientenzertifikate, verbesserte Facebook- und Twitter-App, VoIP über WLAN im Flugmodus, Verbesserungen im Bereich Netzwerk und Konnektivität |

## Geräte
Da die Quellen von Maemo frei verfügbar sind und auch keine rechtlichen Gründe dagegen sprechen, kann es verhältnismäßig einfach auf nahezu jedes ausreichend leistungsfähige ARM-Smartphone oder -Tablet portiert werden. Nokia selbst sah die Verwendung auf High-End Tablets.

## Nachweise
1. 1 2  www.inside-handy.de: Linux Maemo statt Android. Archiviert vom Original am 1. Februar 2012; abgerufen am 2. Januar 2013.
2. ↑  www.golem.de: MeeGo: Intel und Nokia verschmelzen Maemo und Moblin. Abgerufen am 18. Oktober 2011.
3. ↑  Mobilbetriebssystem Tizen beerbt LiMo und MeeGo
4. ↑  wiki.maemo.org: PR 1.1.1. Abgerufen am 18. Oktober 2011 (englisch).
5. ↑  wiki.maemo.org: PR 1.2. Abgerufen am 18. Oktober 2011 (englisch).
6. ↑  wiki.maemo.org: PR 1.3. Abgerufen am 18. Oktober 2011 (englisch).
7. ↑  wiki.maemo.org: PR 1.3. Ehemals im Original (nicht mehr online verfügbar); abgerufen am 18. Oktober 2011 (englisch). (Seite nicht mehr abrufbar. Suche in Webarchiven)  Info: Der Link wurde automatisch als defekt markiert. Bitte prüfe den Link gemäß Anleitung und entferne dann diesen Hinweis.
8. ↑  talk.maemo.org: qgil. 16. Februar 2010, abgerufen am 18. Oktober 2011 (englisch).
9. 1 2 3 4  www.developer.nokia.com: Bloodredsky. 4. August 2012, archiviert vom Original (nicht mehr online verfügbar) am 14. Juli 2012; abgerufen am 4. August 2012 (englisch).